# Herman y Sergio de Valaam

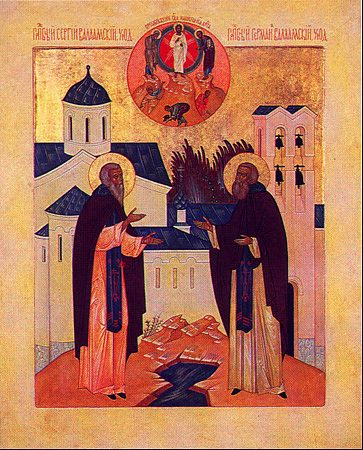
Icono moderno (siglo XX) de los Santos Sergio y Herman de Valaam, con el Monasterio de Nuevo Valamo al fondo. En la parte superior, en una mandorla, aparece la Transfiguración de Jesús, festividad del monasterio.

Herman de Valaam y Sergio de Valaam fueron dos monjes y evangelizadores medievales (según algunas fuentes de origen bizantino, según otras de origen carelio), considerados santos por la iglesia ortodoxa rusa. Su festividad es el 11 de julio (28 de junio en el calendario ortodoxo).
Son considerados los fundadores del Monasterio de Valaam (isla de Valaam, lago Ládoga), adonde ambos habrían llegado siguiendo las rutas de los varegos desde los monasterios del Monte Athos. No obstante la fecha de la fundación se desconoce, y aunque la tradición remonta su origen al año 992 (con lo que habrían sido enviados por el emperador bizantino Basilio II), se duda de la historicidad de una misión semejante a finales del siglo X. También se duda, incluso, de que Sergio y Herman fueran contemporáneos entre sí o más bien pudieran ser personajes de dos épocas diferentes, que la tradición haya asociado para asemejarlos a la pareja de santos evangelizadores de los pueblos eslavos: Cirilo y Metodio. Otra leyenda, aún más inverosímil, los considera discípulos del apóstol Andrés, que evangelizó Crimea en el siglo I.
La historiografía actual retrasa la fundación del monasterio de Valaam hasta el siglo XII o incluso hasta finales del XIV.
San Herman y San Sergio habrían predicado el cristianismo y llevado a cabo otras actividades misioneras entre las tribus de Carelia (norte de la actual Rusia y actual Finlandia).
Según una crónica del siglo XVIII, las reliquias de los santos Herman y Sergio fueron trasladadas a Nóvgorod en 1161 o 1163 para ponerlas a salvo de una invasión sueca (en el contexto de las Guerras Sueco-Novgorodenses), y retornaron a Vaalam en 1180 o 1182. La fecha del traslado (11 de septiembre -28 de junio en el calendario ortodoxo-) fue la elegida para la festividad de ambos santos.